# Novo Selo Rok
Novo Selo Rok este un sat în partea de nord a Croației, în Cantonul Medjimurje. La recensământul din 2001 avea o populație de 1.476 locuitori. Aparține administrativ de orașul Čakovec. Stație de cale ferată pe linia ce leagă Čakovec de Mursko Središće și Lendava.